# Zbigniew Kuthan
Zbigniew Kuthan (ur. 23 marca 1923 w Warszawie, zm. 1 lipca 1996 tamże) – polski pisarz, poeta, tłumacz, autor tekstów piosenek.

## Życiorys

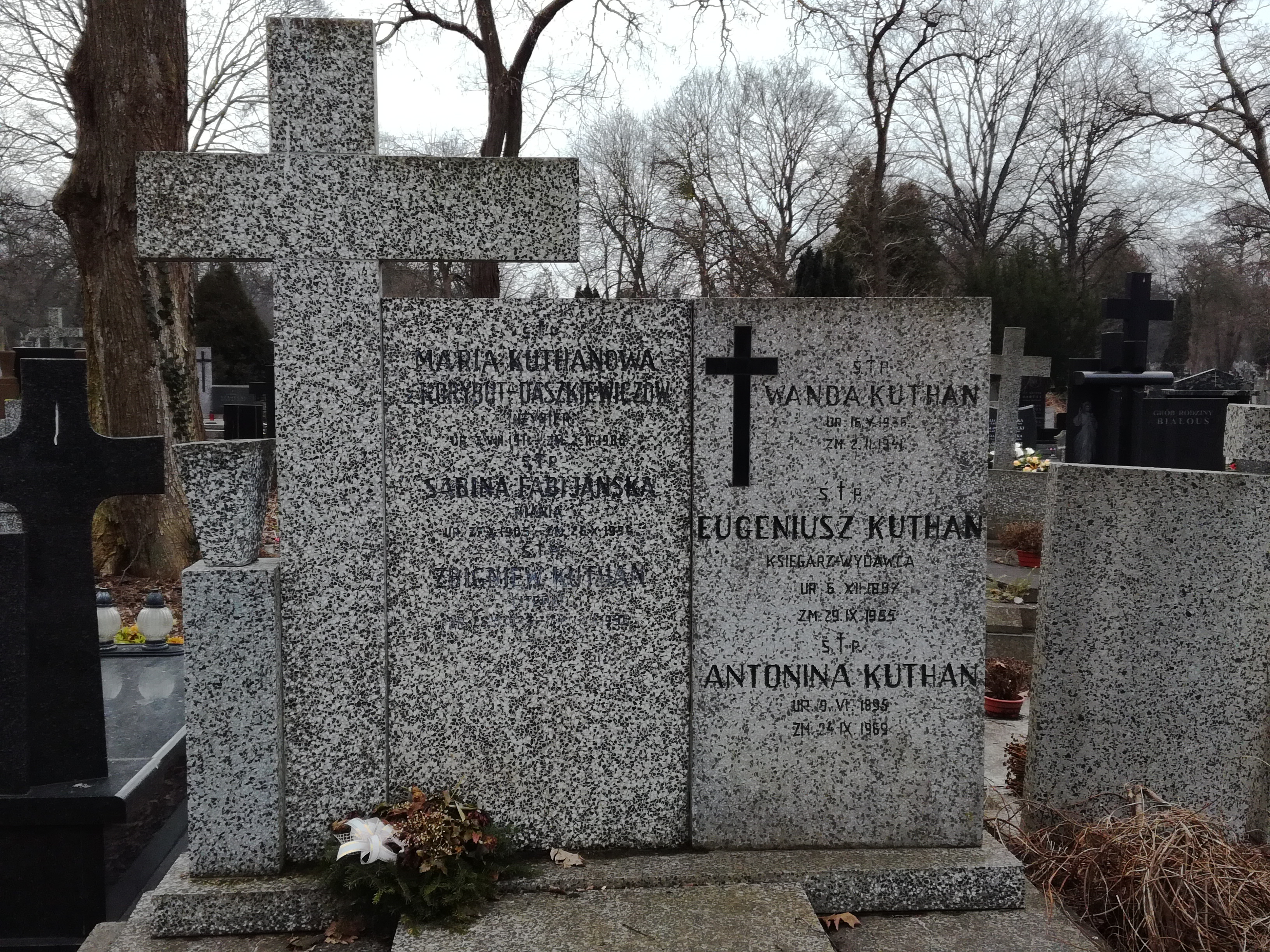
Grób Zbigniewa Kuthana na cmentarzu Bródnowskim w Warszawie

Urodził się w rodzinie Eugeniusza (1897–1955), księgarza, wydawcy, i Antoniny z Białkowskich (1896–1969). Ukończył filologię polską na Uniwersytecie Warszawskim, równolegle studiował księgarstwo. Debiutował w 1946 jako publicysta pisząc do prasy codziennej. Był prozaikiem, tworzył libretta operetkowe i był autorem wielu popularnych piosenek (śpiewali je m.in. Framerowie, Anna German i Karin Stanek). Jego twórczość była wielokrotnie nagradzana na konkursach literackich. W 1963 ukazała się jego jedyna powieść Wspólne mieszkanie. Zawodowo był tłumaczem z języka rosyjskiego. W 1978 otrzymał odznakę ZAiKS-u.
Zmarł w Warszawie, pochowany 6 lipca 1996 na cmentarzu Bródnowskim (kwatera 14C-1-7).